# Serge Maguy
Serge-Alain Maguy (né le 20 octobre 1970) est un footballeur international de Côte d'Ivoire, ancien joueur de l'ASEC Mimosas et de l'Africa Sports, les deux plus grands clubs de Côte d'Ivoire.

## Ses clubs
- AS EECI (  Côte d'Ivoire )
- Africa Sports d'Abidjan (  Côte d'Ivoire )
- Atlético de Madrid (  Espagne )
- ASEC Mimosas  (  Côte d'Ivoire )
- Satellite FC (  Côte d'Ivoire )
- CS Chênois (  Suisse )
- Depuis 2004 : Paris FC (  France )

## Palmarès
- 58 sélections en équipe nationale
- Coupe d'Afrique des nations 1992
- Supercoupe d'Afrique avec l'Africa Sport national 1993
- Vainqueur de la coupe d'Afrique des vainqueurs de coupes 1992 avec l'Africa Sport National